# Domagoj Bradarić
Domagoj Bradarić (kiejtése [dômaɡoj brǎdaritɕ], Split, 1999. december 10. –) horvát válogatott labdarúgó, a Salernitana játékosa. Testvére Luka Bradarić szintén labdarúgó, az Istra tagja.

## Pályafutása

### Klubcsapatokban
2007-ben csatlakozott a Hajduk Split akadémiájához. 2018. június 18-án írta alá első profi szerződését és lett az első csapat tagja. Szeptember 15-én mutatkozott be az NK Rudeš csapata ellen Steliano Filip cseréjeként. A 2018–19-es szezon végén beválasztották a bajnokság csapatába.
2019. július 19-én öt évre szóló szerződést kötött a francia Lille OSC klubjával.
2022. július 15-én az olasz Salernitana csapatába igazolt.

### A válogatottban
Többszörös korosztályos válogatott. 2018 novemberében meghívott kapott az U21-es válogatottba a Franciaország elleni találkozóra, majd november 15-én be is mutatkozott. Tagja volt a 2019-es és a 2021-es U21-es labdarúgó-Európa-bajnokságon szereplő keretnek.
2020. október 7-én mutatkozott be a felnőtt válogatottban Svájci ellen 2–1-re megnyert találkozón. 2021. május 17-én kihirdette 26 fős keretét Zlatko Dalić szövetségi kapitány, amiben ő is szerepelt.

## Statisztika

### Klub
2022. október 22-i állapotnak megfelelően.
| Klub            | Szezon   | Bajnokság | Bajnokság | Bajnokság | Kupa  | Kupa  | Ligakupa | Ligakupa | Nemzetközi | Nemzetközi | Egyéb | Egyéb | Összesen | Összesen |
| Klub            | Szezon   | Osztály   | Mérk.     | Gólok     | Mérk. | Gólok | Mérk.    | Gólok    | Mérk.      | Gólok      | Mérk. | Gólok | Mérk.    | Gólok    |
| --------------- | -------- | --------- | --------- | --------- | ----- | ----- | -------- | -------- | ---------- | ---------- | ----- | ----- | -------- | -------- |
| Hajduk Split II | 2017–18  | Druga HNL | 28        | 4         | —     | —     | —        | —        | —          | —          | —     | —     | 28       | 4        |
| Hajduk Split II | 2018–19  | Druga HNL | 7         | 1         | —     | —     | —        | —        | —          | —          | —     | —     | 7        | 1        |
| Hajduk Split II | Összesen | Összesen  | 35        | 5         | 0     | 0     | 0        | 0        | 0          | 0          | 0     | 0     | 35       | 5        |
| Hajduk Split    | 2018–19  | Prva HNL  | 22        | 0         | 2     | 0     | —        | —        | 0          | 0          | —     | —     | 24       | 0        |
| Hajduk Split    | 2019–20  | Prva HNL  | 0         | 0         | 0     | 0     | —        | —        | 1          | 0          | —     | —     | 1        | 0        |
| Hajduk Split    | Összesen | Összesen  | 22        | 0         | 2     | 0     | 0        | 0        | 1          | 0          | 0     | 0     | 25       | 0        |
| Lille OSC       | 2019–20  | Ligue 1   | 18        | 0         | 1     | 0     | 2        | 0        | 3          | 0          | —     | —     | 24       | 0        |
| Lille OSC       | 2020–21  | Ligue 1   | 26        | 1         | 3     | 0     | —        | —        | 7          | 0          | —     | —     | 36       | 1        |
| Lille OSC       | 2021–22  | Ligue 1   | 15        | 0         | 0     | 0     | —        | —        | 1          | 0          | 1     | 0     | 17       | 0        |
| Lille OSC       | Összesen | Összesen  | 59        | 1         | 4     | 0     | 2        | 0        | 11         | 0          | 1     | 0     | 77       | 1        |
| Salernitana     | 2022–23  | Serie A   | 6         | 0         | 0     | 0     | —        | —        | —          | —          | —     | —     | 6        | 0        |
| Salernitana     | Összesen | Összesen  | 6         | 0         | 0     | 0     | 0        | 0        | 0          | 0          | 0     | 0     | 6        | 0        |
| Összesen        | Összesen | Összesen  | 122       | 6         | 6     | 0     | 2        | 0        | 12         | 0          | 1     | 0     | 143      | 6        |

### Válogatott
2021. június 28-i állapot szerint.
| Válogatott   | Szezon   | Mérkőzés | Gól |
| ------------ | -------- | -------- | --- |
| Horvátország | 2020     | 4        | 0   |
| Horvátország | 2021     | 0        | 0   |
| 2022         | 0        | 0        |     |
| Összesen     | Összesen | 4        | 0   |

## Sikerei, díjai
- Lille OSC
  - Ligue 1: 2020–21
  - Francia szuperkupa: 2021